# Hajdu Sándor (alispán)
Kemecsei Hajdu Sándor (Túrkeve, 1848. július 13. - Szolnok, 1894. március 21.) Jász-Nagykun-Szolnok vármegye alispánja

## Élete
Kemecsei Hajdu Sándor 1848. július 13-án született Túrkevén. Édesapja Hajdu Miklós ügyvéd, édesanyja Kenéz Konstancia. Két éves korában elvesztette édesapját édesanyja ezt követően újra férjhez ment Vladár Ferenc katonatiszthez. Iskoláit mostohaapja állomáshelyén Veronában kezdte majd jogi tanulmányokat folytatott Bécsben, Pozsonyban és Kassán.
Tanulmányai befejezését követően visszatért Túrkevére. 1872-ben a Jászkun Kerületek aljegyzőjének választották. 1882-ben főjegyzői címet kapott, majd 1883. december 20-án alispán lett. Alispáni hivatalát 1889-ben megerősítette. Alispáni működése idején fontos szerepet játszott az 1888-as nagy árvízi védekezés idején. Az ár tetőzési magasságát csak 1970-ben haladja meg a folyó. A Tisza és a Körösök völgyében félmillió hold ártér kerül víz alá. Az árvíz alatt 22 töltésszakadás történik. 
Nevéhez fűződik a Szolnokon a vármegyei közkórház és a szolnoki református templom építése.
1894 februárjában mondott le hivataláról. Nem sokkal lemondása után 1894. március 21-én hunyt el. A szolnoki református temetőben helyezték örök nyugalomra.

## Elismerései
- 1891-ben alispáni munkásságának elismeréseként megkapta a vaskorona rend lovagkeresztjét